# Gesundheitsuntersuchung zur Früherkennung von Krankheiten
Die Gesundheitsuntersuchung zur Früherkennung von Krankheiten (auch Gesundheits-Check-up oder „Check-up 35“ genannt) ist eine Vorsorgeuntersuchung, die in Deutschland seit 1989 Versicherten der gesetzlichen Krankenversicherungen angeboten wird.
Diese haben erstmals seit Ende 2018 zwischen 18 und 34 Jahren einen einmaligen Anspruch auf eine für sie kostenlose ärztliche Gesundheitsuntersuchung.
Ab dem 35. Geburtstag besteht alle drei Jahre Anspruch auf die Untersuchung. In Österreich kann die „Vorsorge-“ bzw. „Gesundenuntersuchung“ seit 1974 einmal jährlich von Personen ab 18. Lebensjahr kostenlos in Anspruch genommen werden. Die Vorsorge umfasst eine körperliche Untersuchung, eine Urinuntersuchung auf Blut-, Protein- und Glukoseausscheidung sowie die Bestimmung von zwei Blutwerten: der Gesamtcholesterinkonzentration und der Glucosekonzentration.

## Auswirkung
Die Gesundheitsuntersuchung beim Allgemeinmediziner soll der Früherkennung diverser Krankheiten wie Krebs dienen. Begleitet wurde dies von Auswertungen der internationalen, unabhängigen Cochrane Collaboration an 14 Studien seit der Einführung des Check-Ups bis heute. Sie ergaben, dass bis zum Jahre 2012 nicht auffiel, ob mehr Leben durch die Früherkennung von Krankheiten gerettet wurden.
Die Zahl der Todesfälle war nicht reduziert. Immerhin wurden 20 Prozent mehr Krankheiten diagnostiziert.

## Deutschland

### Gesetzliche Grundlagen
Der Anspruch auf Gesundheitsuntersuchungen ist in § 25 SGB V beschrieben. Den Umfang beschreiben die Gesundheitsuntersuchungs-Richtlinien des Gemeinsamen Bundesausschusses.
In Deutschland haben gesetzlich versicherte Personen zwischen dem 18. und dem 35. Lebensjahr einmalig Anspruch auf einen sogenannten Gesundheits-Check-up. Ab dem Alter von 35 Jahren kann die Untersuchung alle drei Jahre in Anspruch genommen werden. Bei dieser Gesundheitsuntersuchung werden gesundheitliche Risiken und Belastungen erfasst und vom Arzt ausgewertet. Ziel ist es, häufig auftretende Krankheiten wie zum Beispiel Herz-Kreislauf-Erkrankungen oder Diabetes mellitus beziehungsweise deren Risikofaktoren frühzeitig zu erkennen.

### Häufigkeit der Nutzung
2011 nahmen 22,7 % aller anspruchsberechtigten Männer bzw. 24,1 % der Frauen an dieser Vorsorgeuntersuchung teil.

## Österreich
Die Bestimmungen für die Gesundenuntersuchungen wurden mit der „Vorsorgeuntersuchung NEU“ mit 1. Oktober 2005 umgestellt und das Ausmaß der Untersuchung erweitert:
- Darmkrebsvorsorge für Menschen über 50 Jahre[11]
- Augenmerk auf Hör- und Sehleistung für über 65-Jährige
- Einbeziehung von Parodontalerkrankungen
- Verstärkung der Beraterrolle des Arztes
- Einladesystem, um Akzeptanz innerhalb der Bevölkerung zu steigern.

2010 nahmen in Österreich 9,7 % aller anspruchsberechtigten Männer und 10,6 % der Frauen an der Gesundenuntersuchung teil.

### Schweiz
In der Schweiz gibt es keinen zentralen, für die gesamte Bevölkerung vorgesehenen allgemeinen Gesundheits-Check-up wie in Deutschland oder Österreich. Die Vorsorge konzentriert sich stattdessen auf gezielte, risikobasierte Früherkennungsuntersuchungen (z. B. für bestimmte Krebsarten), deren Kosten unter Auflagen von der Grundversicherung übernommen werden. Allgemeine, umfassende Check-ups sind meist individuelle Angebote und werden nicht pauschal von der obligatorischen Krankenversicherung bezahlt.